# Rongcheng (Baoding)
Der Kreis Rongcheng (chinesisch 容城县, Pinyin Róngchéng Xiàn) gehört zum Verwaltungsgebiet der bezirksfreien Stadt Baoding im Westen der Provinz Hebei der Volksrepublik China. Rongcheng liegt im Nordwesten von Baoding. Der Kreis hat eine Fläche von 313,8 Quadratkilometern und zählt 258.179 Einwohner (Stand: Zensus 2010). Sein Hauptort ist die Großgemeinde Rongcheng (容城镇).

## Administrative Gliederung
Auf Gemeindeebene setzt sich der Kreis Rongcheng aus vier Großgemeinden und vier Gemeinden zusammen. 